# Saint-Martin-de-l'Arçon
Saint-Martin-de-l'Arçon is een gemeente in het Franse departement Hérault (regio Occitanie) en telt 118 inwoners (1999). De plaats maakt deel uit van het arrondissement Béziers.

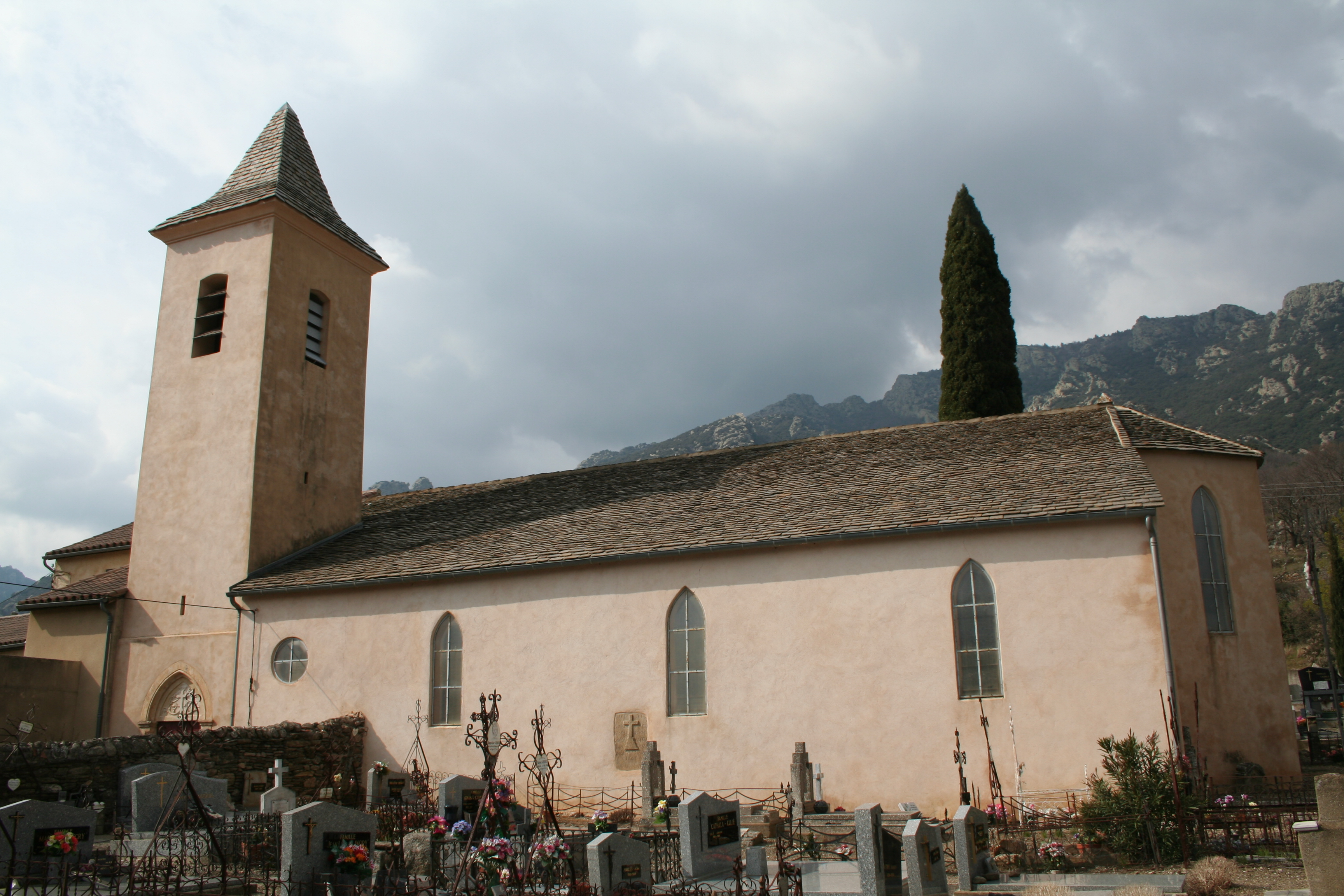
Kerk van Saint-Martin-de-l'Arçon
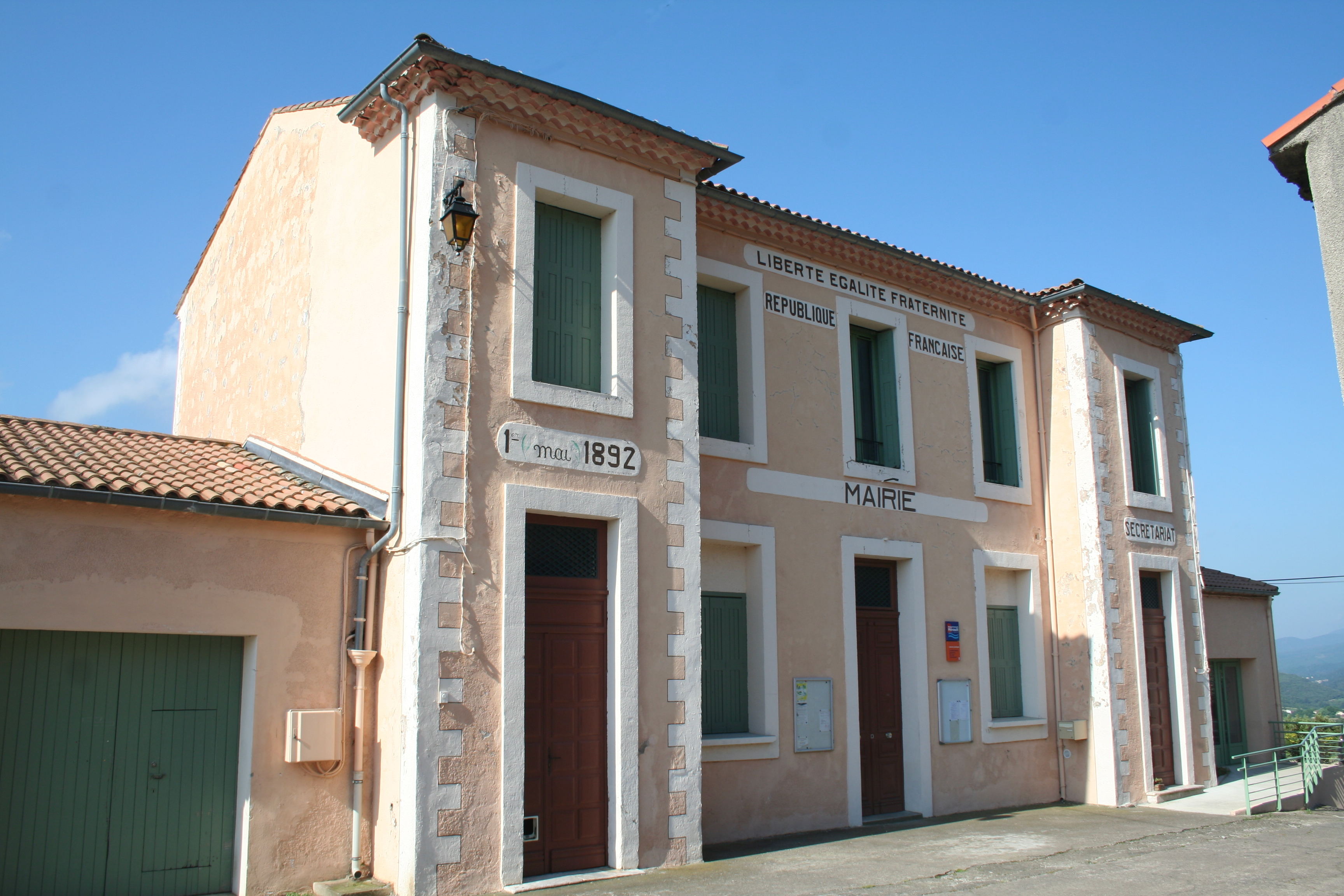
Gemeentehuis

## Geografie
De oppervlakte van Saint-Martin-de-l'Arçon bedraagt 4,3 km², de bevolkingsdichtheid is 27,4 inwoners per km².

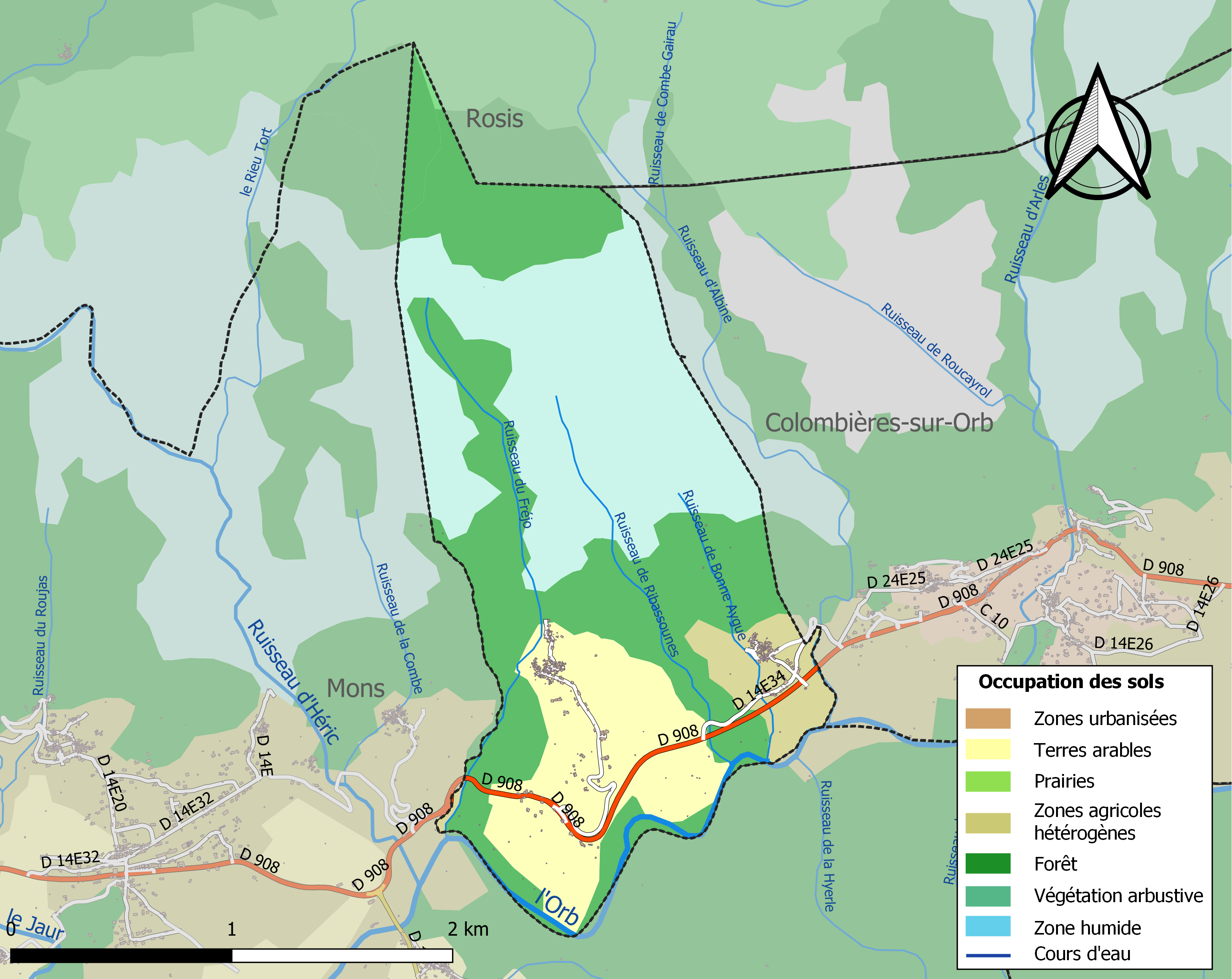
Kaart van de gemeente met de belangrijkste infrastructuur, bodemgebruik en omliggende gemeenten

## Demografie
Onderstaande figuur toont het verloop van het inwonertal (bron: INSEE-tellingen).